# Hamza Bakır
Muhammet Hamza Bakır, född 20 januari 2001, är en turkisk brottare som tävlar i grekisk-romersk stil.

## Karriär
Vid EM 2025 i Bratislava tog Bakır silver i 130 kg-klassen efter en finalförlust mot Sergej Semjonov.